# Neptis papua
Neptis papua är en fjärilsart som beskrevs av Charles Oberthür 1878. Neptis papua ingår i släktet Neptis och familjen praktfjärilar. Inga underarter finns listade i Catalogue of Life.